# Championnat de France de basket-ball 1944-1945
Navigation
Saison précédente Saison suivante
La saison 1944-1945 du championnat de France de basket-ball Excellence est la 23e édition du championnat de France masculin de basket-ball.
Le championnat prend la forme d'un Critérium national pour faire face aux contraintes de l'Occupation et de la Libération.
Championnet Sports remporte le championnat.

## Présentation
À la suite de la libération du territoire, la FFBB organise un critérium national regroupant les équipes désignées par les différents comités régionaux. Les matchs sont à élimination directe et le 1er tour constitue les seizièmes de finale du 25 mars 1945.
La finale se déroule le dimanche 27 mai 1945 au Stade Roland-Garros.

## Équipes participantes
Les 32 équipes présentes au 1er tour du critérium :
- ASPTT Montpellier
- AS Monaco
- Toulouse UC
- Section paloise
- Bordeaux EC
- UA Cognac
- FC Lyon
- US Joigny
- SO chambérien
- AS Villeurbannaise
- FC Sochaux-Montbéliard
- CA Mulhouse
- US Douarneniste
- Championnet Sports
- ASC Rennais
- Racing Club
- CJF Fleury-les-Aubrais
- ASPO Tours
- US Pont-l'Évêque
- Stade français
- Rhônel SC Valenciennes
- JA Charleville
- Paris UC
- SA Liévin
- CAUFA Reims
- AS Lorraine-Nancy
- Toulouse AC
- CAPO Limoges
- Avia Club
- Basket Club Montbrisonnais
- US Métro
- AS Clermontoise

## Phase finale
|  | Huitièmes de finale    | Huitièmes de finale          |                        |    | Quarts de finale     | Quarts de finale     |  |  | Demi-finales       | Demi-finales       |  |  | Finale                                   | Finale                                   |
|  | Huitièmes de finale    | Huitièmes de finale          |                        |    | Quarts de finale     | Quarts de finale     |  |  | Demi-finales       | Demi-finales       |  |  | Finale                                   | Finale                                   |
|  |                        |                              |                        |    |                      |                      |  |  |                    |                    |  |  |                                          |                                          |
|  | 15 avril 1945          | 15 avril 1945                |                        |    | 29 avril 1945, Paris | 29 avril 1945, Paris |  |  | 13 mai 1945, Paris | 13 mai 1945, Paris |  |  | 27 mai 1945, Paris (Stade Roland-Garros) | 27 mai 1945, Paris (Stade Roland-Garros) |
|  | 15 avril 1945          | 15 avril 1945                |                        |    | 29 avril 1945, Paris | 29 avril 1945, Paris |  |  | 13 mai 1945, Paris | 13 mai 1945, Paris |  |  | 27 mai 1945, Paris (Stade Roland-Garros) | 27 mai 1945, Paris (Stade Roland-Garros) |
|  | UA Cognac              | 27                           |                        |    | 29 avril 1945, Paris | 29 avril 1945, Paris |  |  | 13 mai 1945, Paris | 13 mai 1945, Paris |  |  | 27 mai 1945, Paris (Stade Roland-Garros) | 27 mai 1945, Paris (Stade Roland-Garros) |
|  | UA Cognac              | 27                           |                        |    | 29 avril 1945, Paris | 29 avril 1945, Paris |  |  | 13 mai 1945, Paris | 13 mai 1945, Paris |  |  | 27 mai 1945, Paris (Stade Roland-Garros) | 27 mai 1945, Paris (Stade Roland-Garros) |
|  | Championnet Sports     | 34                           |                        |    | 29 avril 1945, Paris | 29 avril 1945, Paris |  |  | 13 mai 1945, Paris | 13 mai 1945, Paris |  |  | 27 mai 1945, Paris (Stade Roland-Garros) | 27 mai 1945, Paris (Stade Roland-Garros) |
|  | Championnet Sports     | 34                           | Championnet Sports     | 33 |                      |                      |  |  | 13 mai 1945, Paris | 13 mai 1945, Paris |  |  | 27 mai 1945, Paris (Stade Roland-Garros) | 27 mai 1945, Paris (Stade Roland-Garros) |
|  | 15 avril 1945          |                              | Championnet Sports     | 33 |                      |                      |  |  | 13 mai 1945, Paris | 13 mai 1945, Paris |  |  | 27 mai 1945, Paris (Stade Roland-Garros) | 27 mai 1945, Paris (Stade Roland-Garros) |
|  |                        | ASPO Tours                   | 27                     |    |                      |                      |  |  | 13 mai 1945, Paris | 13 mai 1945, Paris |  |  | 27 mai 1945, Paris (Stade Roland-Garros) | 27 mai 1945, Paris (Stade Roland-Garros) |
|  | ASPO Tours             | ASPO Tours                   | 27                     | 38 |                      |                      |  |  | 13 mai 1945, Paris | 13 mai 1945, Paris |  |  | 27 mai 1945, Paris (Stade Roland-Garros) | 27 mai 1945, Paris (Stade Roland-Garros) |
|  | ASPO Tours             | 29 avril 1945, Fontainebleau |                        | 38 |                      |                      |  |  | 13 mai 1945, Paris | 13 mai 1945, Paris |  |  | 27 mai 1945, Paris (Stade Roland-Garros) | 27 mai 1945, Paris (Stade Roland-Garros) |
|  | Toulouse UC            | 24                           |                        |    |                      |                      |  |  | 13 mai 1945, Paris | 13 mai 1945, Paris |  |  | 27 mai 1945, Paris (Stade Roland-Garros) | 27 mai 1945, Paris (Stade Roland-Garros) |
|  | Toulouse UC            | 24                           | Championnet Sports     | 38 |                      |                      |  |  |                    |                    |  |  | 27 mai 1945, Paris (Stade Roland-Garros) | 27 mai 1945, Paris (Stade Roland-Garros) |
|  | 15 avril 1945          |                              | Championnet Sports     | 38 |                      |                      |  |  |                    |                    |  |  | 27 mai 1945, Paris (Stade Roland-Garros) | 27 mai 1945, Paris (Stade Roland-Garros) |
|  |                        | Racing Club de France        | 18                     |    |                      |                      |  |  |                    |                    |  |  | 27 mai 1945, Paris (Stade Roland-Garros) | 27 mai 1945, Paris (Stade Roland-Garros) |
|  | Racing Club de France  | Racing Club de France        | 18                     | 39 |                      |                      |  |  |                    |                    |  |  | 27 mai 1945, Paris (Stade Roland-Garros) | 27 mai 1945, Paris (Stade Roland-Garros) |
|  | Racing Club de France  | 13 mai 1945, Fontainebleau   |                        | 39 |                      |                      |  |  |                    |                    |  |  | 27 mai 1945, Paris (Stade Roland-Garros) | 27 mai 1945, Paris (Stade Roland-Garros) |
|  | Rhônel SC Valenciennes | 36                           |                        |    |                      |                      |  |  |                    |                    |  |  | 27 mai 1945, Paris (Stade Roland-Garros) | 27 mai 1945, Paris (Stade Roland-Garros) |
|  | Rhônel SC Valenciennes | 36                           | Racing Club de France  | 35 |                      |                      |  |  |                    |                    |  |  | 27 mai 1945, Paris (Stade Roland-Garros) | 27 mai 1945, Paris (Stade Roland-Garros) |
|  | 15 avril 1945          |                              | Racing Club de France  | 35 |                      |                      |  |  |                    |                    |  |  | 27 mai 1945, Paris (Stade Roland-Garros) | 27 mai 1945, Paris (Stade Roland-Garros) |
|  |                        | US Métro                     | 30                     |    |                      |                      |  |  |                    |                    |  |  | 27 mai 1945, Paris (Stade Roland-Garros) | 27 mai 1945, Paris (Stade Roland-Garros) |
|  | US Métro               | US Métro                     | 30                     | 38 |                      |                      |  |  |                    |                    |  |  | 27 mai 1945, Paris (Stade Roland-Garros) | 27 mai 1945, Paris (Stade Roland-Garros) |
|  | US Métro               | 29 avril 1945, Sochaux       |                        | 38 |                      |                      |  |  |                    |                    |  |  | 27 mai 1945, Paris (Stade Roland-Garros) | 27 mai 1945, Paris (Stade Roland-Garros) |
|  | FC Lyon                | 14                           |                        |    |                      |                      |  |  |                    |                    |  |  | 27 mai 1945, Paris (Stade Roland-Garros) | 27 mai 1945, Paris (Stade Roland-Garros) |
|  | FC Lyon                | 14                           | Championnet Sports     | 33 |                      |                      |  |  |                    |                    |  |  |                                          |                                          |
|  | 15 avril 1945          |                              | Championnet Sports     | 33 |                      |                      |  |  |                    |                    |  |  |                                          |                                          |
|  |                        | Avia Club                    | 23                     |    |                      |                      |  |  |                    |                    |  |  |                                          |                                          |
|  | FC Sochaux-Montbéliard | Avia Club                    | 23                     | 17 |                      |                      |  |  |                    |                    |  |  |                                          |                                          |
|  | FC Sochaux-Montbéliard |                              |                        | 17 |                      |                      |  |  |                    |                    |  |  |                                          |                                          |
|  | AS Lorraine-Nancy      | 15                           |                        |    |                      |                      |  |  |                    |                    |  |  |                                          |                                          |
|  | AS Lorraine-Nancy      | 15                           | FC Sochaux-Montbéliard | 7  |                      |                      |  |  |                    |                    |  |  |                                          |                                          |
|  | 15 avril 1945          |                              | FC Sochaux-Montbéliard | 7  |                      |                      |  |  |                    |                    |  |  |                                          |                                          |
|  |                        | Avia Club                    | 35                     |    |                      |                      |  |  |                    |                    |  |  |                                          |                                          |
|  | Avia Club              | Avia Club                    | 35                     | 32 |                      |                      |  |  |                    |                    |  |  |                                          |                                          |
|  | Avia Club              | 29 avril 1945, Monaco        |                        | 32 |                      |                      |  |  |                    |                    |  |  |                                          |                                          |
|  | Toulouse AC            | 30                           |                        |    |                      |                      |  |  |                    |                    |  |  |                                          |                                          |
|  | Toulouse AC            | 30                           | Avia Club              | 36 |                      |                      |  |  |                    |                    |  |  |                                          |                                          |
|  | 15 avril 1945          |                              | Avia Club              | 36 |                      |                      |  |  |                    |                    |  |  |                                          |                                          |
|  |                        | Paris UC                     | 26                     |    |                      |                      |  |  |                    |                    |  |  |                                          |                                          |
|  | US Pont-l'Évêque       | Paris UC                     | 26                     | 22 |                      |                      |  |  |                    |                    |  |  |                                          |                                          |
|  | US Pont-l'Évêque       |                              |                        | 22 |                      |                      |  |  |                    |                    |  |  |                                          |                                          |
|  | Paris UC               | 24                           |                        |    |                      |                      |  |  |                    |                    |  |  |                                          |                                          |
|  | Paris UC               | 24                           | Paris UC               | 29 |                      |                      |  |  |                    |                    |  |  |                                          |                                          |
|  | 15 avril 1945          |                              | Paris UC               | 29 |                      |                      |  |  |                    |                    |  |  |                                          |                                          |
|  |                        | AS Monaco                    | 22                     |    |                      |                      |  |  |                    |                    |  |  |                                          |                                          |
|  | AS Monaco              | AS Monaco                    | 22                     | 44 |                      |                      |  |  |                    |                    |  |  |                                          |                                          |
|  | AS Monaco              |                              |                        | 44 |                      |                      |  |  |                    |                    |  |  |                                          |                                          |
|  | SO chambérien          | 37                           |                        |    |                      |                      |  |  |                    |                    |  |  |                                          |                                          |
|  | SO chambérien          | 37                           |                        |    |                      |                      |  |  |                    |                    |  |  |                                          |                                          |